# Alburnus belvica
Alburnus belvica és una espècie de peix cipriniforme de la família dels ciprínids.

## Morfologia
Els mascles poden assolir els 13,6 cm de longitud total.

## Distribució geogràfica
Es troba a Albània, Grècia i Macedònia del Nord.